# Alocén
Alocén es un municipio y localidad española de la provincia de Guadalajara, en la comunidad autónoma de Castilla-La Mancha. El término tiene una población de 155 habitantes (INE 2024).

## Etimología
El topónimo Alocén deriva del anterior Alfocén, y este del mozárabe alfoz, es decir, un pequeño lugar rural dependiente de una villa, aunque también se ha traducido como "camino" o "lugar de paso".

## Historia
De origen andalusí, fue conquistado por la Orden del Templo a finales del siglo XI.
La iglesia de la Asunción, comenzada el siglo XIII y terminada en el XVI, es de una sola nave y presenta altares barrocos y un órgano del siglo XVIII. Hay otras tres ermitas a las afueras del pueblo: La de la Soledad, donde se guardan los pasos de Semana Santa, Santa Ana, junto al cementerio, y San Juan Bautista.
A mediados del siglo XIX, el lugar tenía contabilizada una población de 353 habitantes. La localidad aparece descrita en el segundo volumen del Diccionario geográfico-estadístico-histórico de España y sus posesiones de Ultramar de Pascual Madoz de la siguiente manera:

ALOCEN: v. con ayunt. de la prov. y adm. de rent. de Guadalajara (6 leg.), part. jud. de Sacedon (1 1/2), aud. terr, y c. g. de Madrid (15), dióc. de Toledo (25): sit. en una hondonada á la inmediacion del r. Tajo, combatida del N. y de clima sano, con 96 casas de mala construccion y poca comodidad, consistorial, pósito, cárcel y un albergue para los mendigos: dos escuelas de primera educacion, una para niños, dotada con 1,500 rs. á la que concurren 34, y otra de niñas con solo la retribucion de las 24 que á ella asisten; dos fuentes de buenas aguas para el surtido del vecindario: igl. parr (Ntra Sra. de la Asunción), y en los afueras, inmediatas á la pobl., tres ermitas tituladas la Soledad, Sta. Ana, y San Juan. Confina el térm. por N. con el de Albar, E. con el de Chillaron, S. con el de Auñon y O. con el de Berninches; le cruza el mencionado r. Tajo: el terreno es de buena calidad y da lo necesario para el consumo del pueblo; los caminos son locales en mediano estado: el correo se recibe de Budia por balijero los miércoles, viernes y domingos, y sale los lúnes, juéves y sábados. Prod.: trigo, cebada, garbanzos, vino, aceite, patatas, alazor y zumaque; se mantiene algun ganado vacuno, mular y asnal para las labores, y se cria caza de perdices, conejos, liebres y corzos, y pesca de barbos, truchas anguilas y bogas. pobl.: 100 vec.: 353 alm.: cap. prod.: 1.425,000 rs. imp.: 142,500: contr.: 10,642: presupuesto municipal: 8,100. del que se pagan 400 al secretario y se cubre por repartimiento vecinal.
(Madoz, 1845, p. 184)

Destaca la plaza, mirador sobre el embalse de Entrepeñas, y el conjunto de sus calles por el que se le concedió el premio al embellecemiento de los pueblos de España en 1981.[cita requerida]
Para hacer el embalse de Entrepeñas se anegaron muchos huertos, así como la estación de ferrocarril que conectaba Alocén con Madrid en la línea del ferrocarril del Tajuña. Con la pérdida del ferrocarril y el éxodo rural de los años 1960, Alocén se convirtió en un pueblito casi deshabitado en invierno y donde muchas familias tienen su segunda residencia en verano.
Actualmente, ya no tiene colegio ni instituto, ni farmacia, centro médico u otros servicios, para los que depende de Budia.

## Demografía
Alocén cuenta con una población de 155 habitantes (INE 2024).
| Gráfica de evolución demográfica de Alocén entre 1842 y 2021                                                        |
| |
| Población de derecho según los censos de población del INE Población de hecho según los censos de población del INE |

| 1991 |  | 1996 |  | 2001 |  | 2004 |  | 2013 |  | 2015 |
| ---- |  | ---- |  | ---- |  | ---- |  | ---- |  | ---- |
| 138  |  | 156  |  | 162  |  | 179  |  | 193  |  | 168  |

## Galería de imágenes

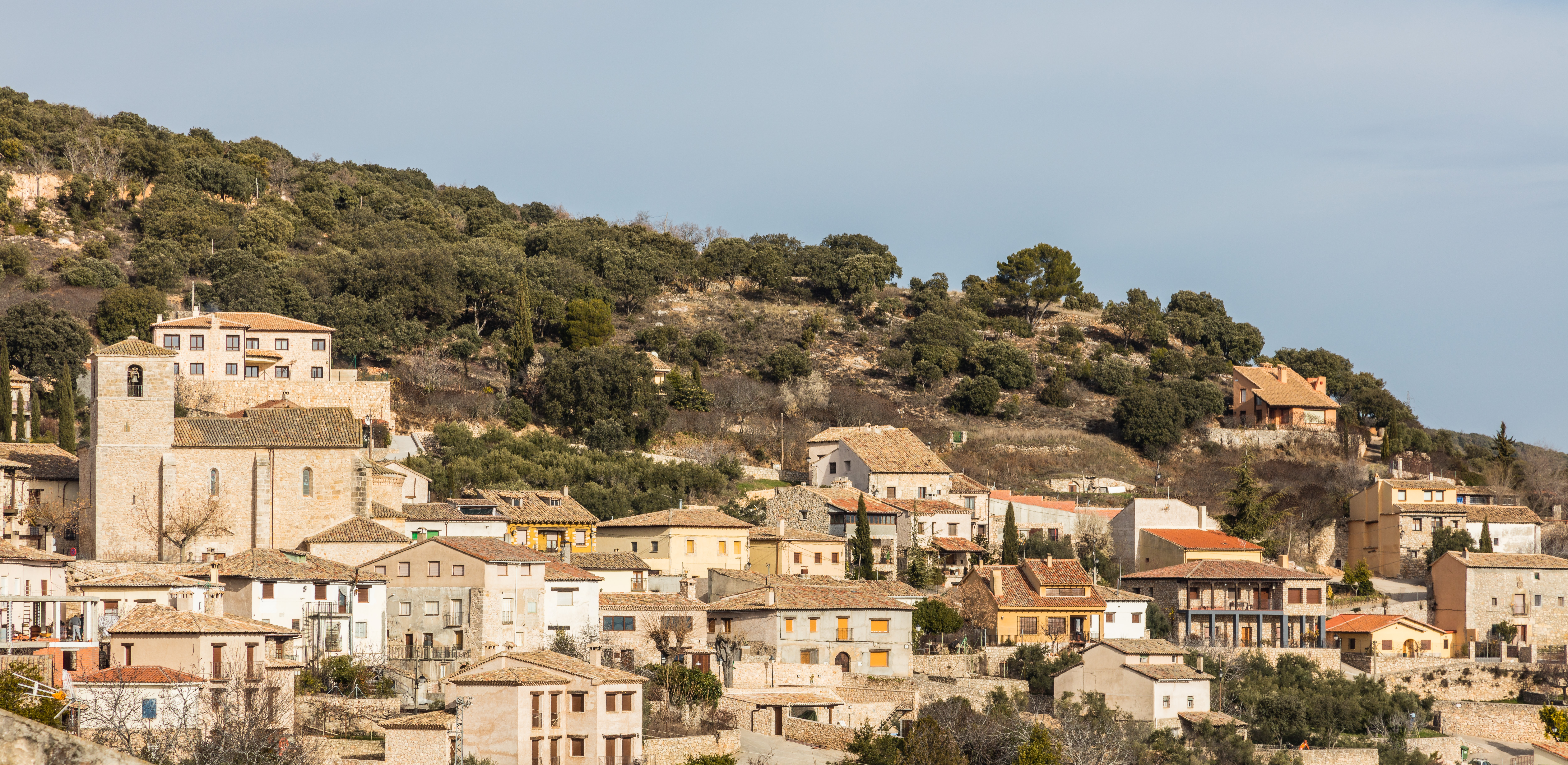
Vista general
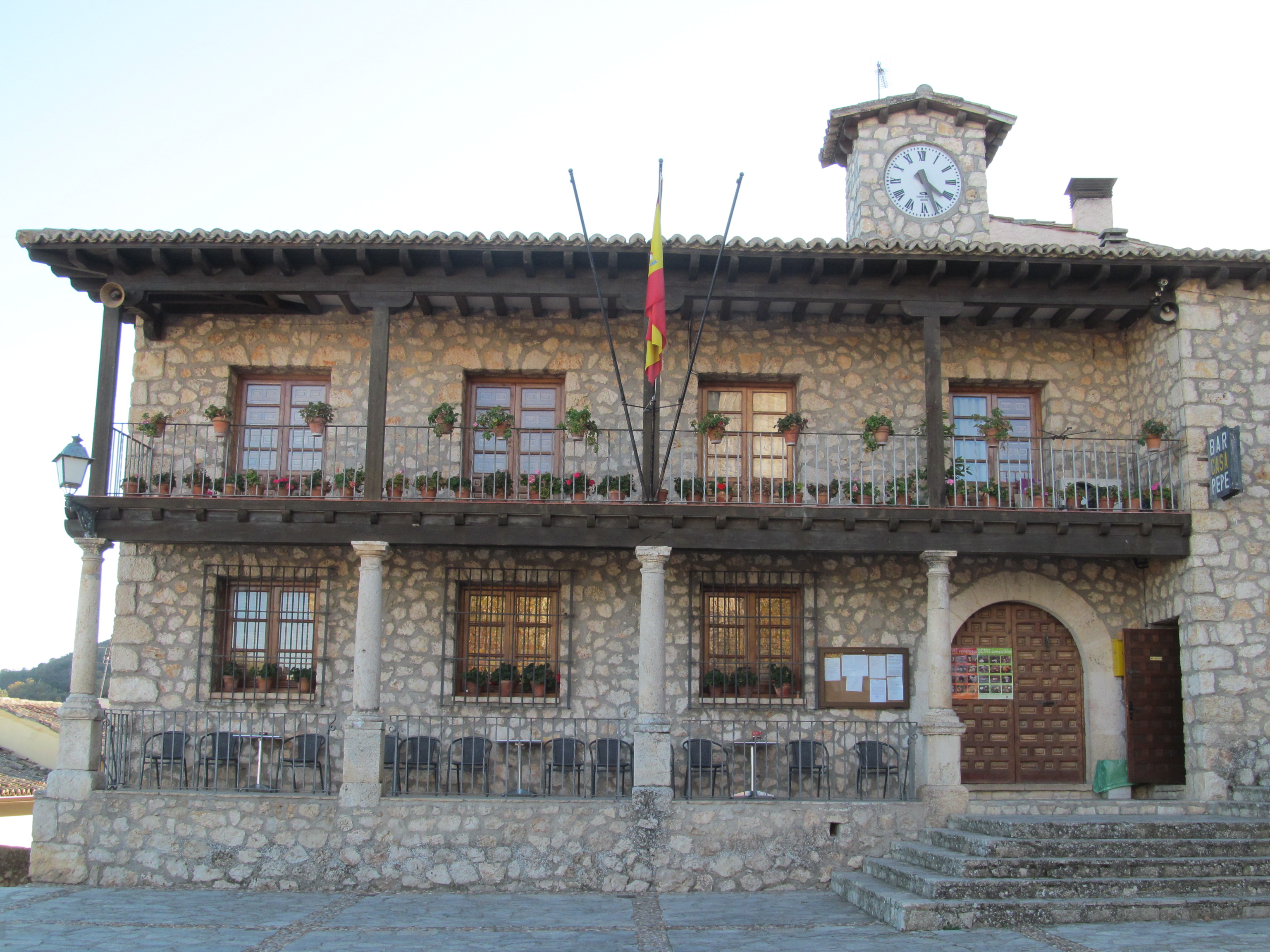
Ayuntamiento
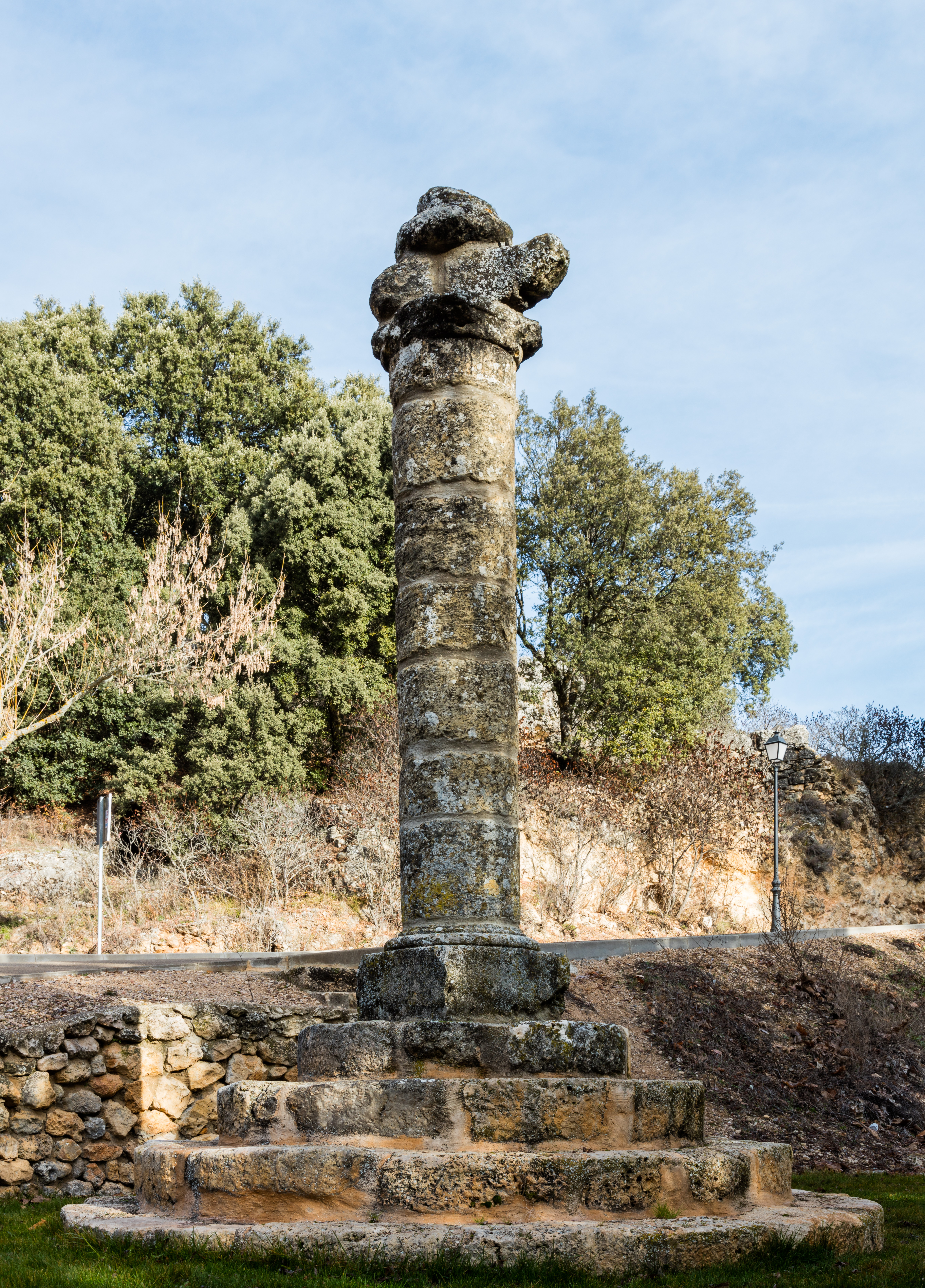
Rollo de justicia
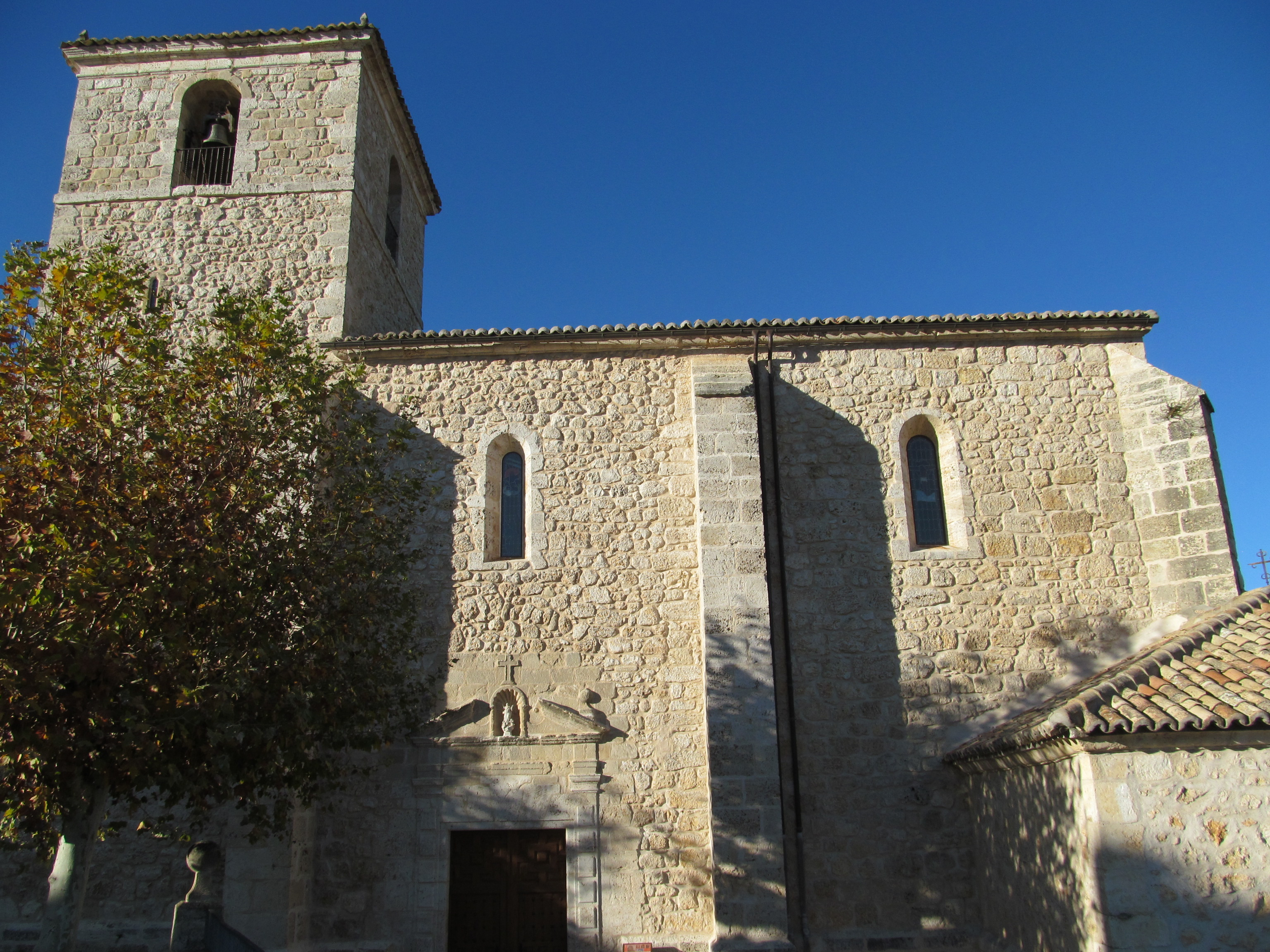
Iglesia de la Asunción
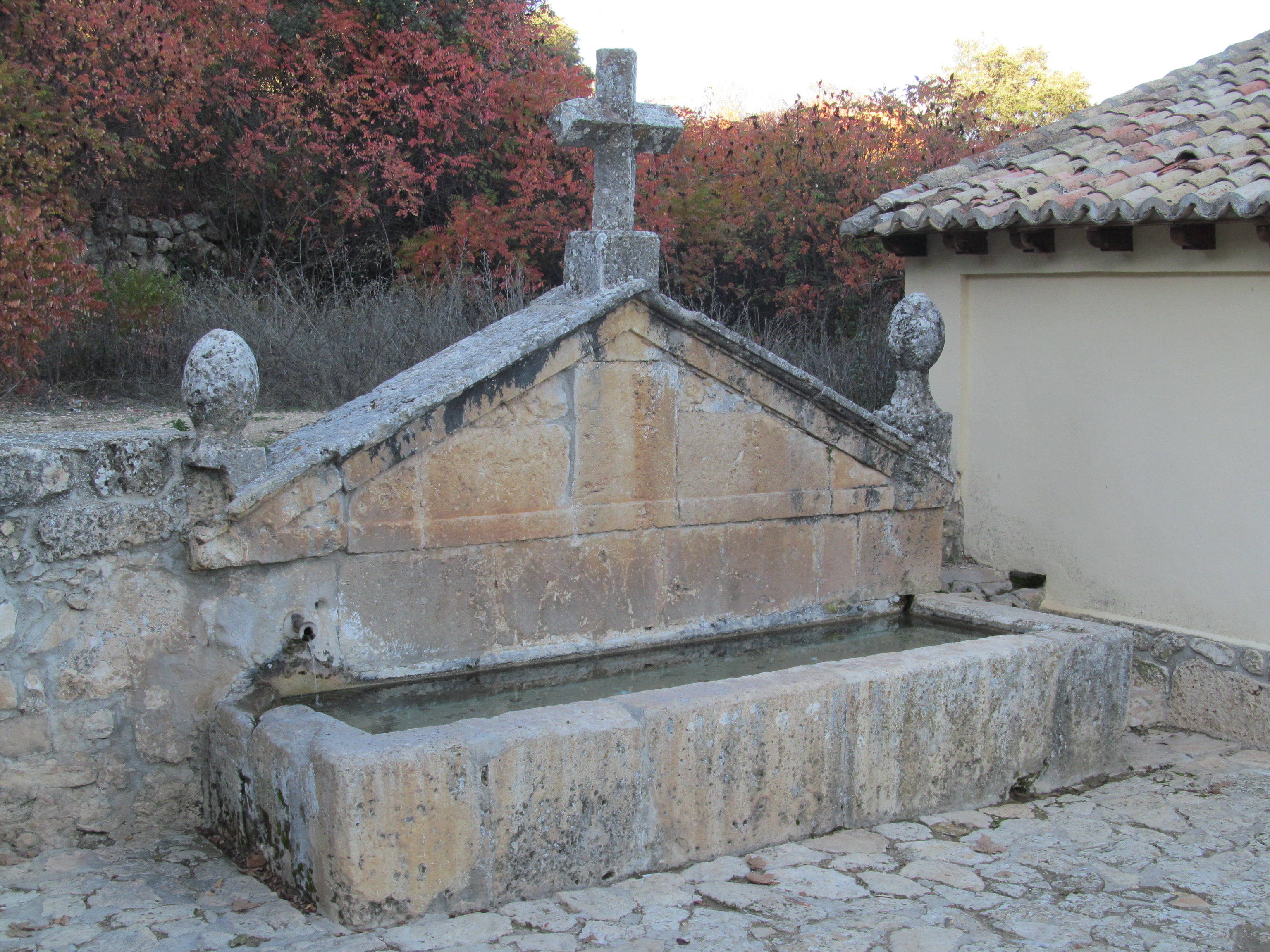
Antigua fuente